# Temporada da Desportiva Ferroviária de 2011
Em 2011 a temporada da Desportiva Ferroviária começou sua temporada na disputa da Copa Espírito Santo.

## Fatos marcantes

### A volta da Desportiva Ferroviária
No dia 8 de Abril de 2011, foi anunciado pela 2ª vara Cível de Cariacica que a equipe volta a ser a Desportiva Ferroviária, devido ao não pagamento de ações pelo grupo Villa-Forte. A Desportiva Capixaba terá posse de apenas 10% das ações do clube, enquanto a Ferroviária terá 90%.

### Amistoso de Beach Soccer
No dia 14 de Maio a Desportiva enfrentou o Flamengo na arena de Alto Laje, em Cariacica e venceu o clube carioca nos pênaltis, por 2 a 1. A partida marcou a volta da Desportiva Ferroviária em atividades esportivas.

### A estreia
A estreia da Desportiva na temporada 2011 se iniciou no dia 21 de Agosto contra o Vilavelhense, no Estádio Engenheiro Alencar Araripe. Na partida, a Desportiva venceu por 2 a 0, dois gols do atacante Flávio.

### Troca de técnicos
No dia 21 de setembro, o então treinador da Desportiva Aridélson Bianchi foi demitido. No mesmo dia após um reunião foi contratado para seu lugar o ex-jogador da Desportiva, Mauro Soares, para as funções de treinador.

### Final da Copa Espírito Santo
No dia 20 de novembro, a Desportiva enfrentou o Real Noroeste no Engenheiro Araripe e foi derrotado por 3x0, saindo da competição na segunda colocação.

## Partidas disputadas
| #  | Data           | Competição          | Rodada     | Mandante               | Placar | Visitante              | Ref.   |
| -- | -------------- | ------------------- | ---------- | ---------------------- | ------ | ---------------------- | ------ |
| 01 | 21 de agosto   | Copa Espírito Santo | 1ª         | Vilavelhense           | 0-2    | Desportiva             | [ 6 ]  |
| 02 | 27 de agosto   | Copa Espírito Santo | 2ª         | Desportiva Ferroviária | 3-1    | Serra                  | [ 6 ]  |
| 03 | 11 de setembro | Copa Espírito Santo | 4ª         | Rio Branco-ES          | 1-1    | Desportiva Ferroviária | [ 6 ]  |
| 04 | 18 de setembro | Copa Espírito Santo | 5ª         | Desportiva Ferroviária | 0-2    | Capixaba               | [ 7 ]  |
| 05 | 25 de setembro | Copa Espírito Santo | 6ª         | Desportiva Ferroviária | 3-1    | Vilavelhense           | [ 8 ]  |
| 06 | 30 de setembro | Copa Espírito Santo | 7ª         | Serra                  | 1-4    | Desportiva Ferroviária | [ 9 ]  |
| 07 | 6 de Outubro   | Jogo-treino         | #          | Desportiva Ferroviária | 1-1    | UVV                    | [ 10 ] |
| 08 | 8 de Outubro   | Jogo-treino         | #          | Desportiva Ferroviária | 5-1    | GEL Laranjeiras        | [ 11 ] |
| 09 | 15 de Outubro  | Copa Espírito Santo | 9ª         | Desportiva Ferroviária | 0-1    | Rio Branco-ES          | [ 12 ] |
| 10 | #              | Copa Espírito Santo | 10ª*       | Desportiva Ferroviária | 2x0    | Capixaba               | [ 6 ]  |
| 11 | 29 de Outubro  | Copa Espírito Santo | Semi-Final | Vitória                | 0-1    | Desportiva Ferroviária | [ 13 ] |
| 12 | 29 de Outubro  | Copa Espírito Santo | Semi-Final | Desportiva Ferroviária | 1-1    | Vitória                | [ 6 ]  |
| 13 | 12 de Novembro | Copa Espírito Santo | Final      | Real Noroeste          | 1-1    | Desportiva Ferroviária | [ 6 ]  |
| 14 | 19 de Novembro | Copa Espírito Santo | Final      | Desportiva Ferroviária | 0x3    | Real Noroeste          | [ 14 ] |

Legenda
|  |                      |
|  | Amistoso não-oficial |